# EIF4E3
EIF4E3‏ (Eukaryotic translation initiation factor 4E family member 3) هوَ بروتين يُشَفر بواسطة جين EIF4E3 في الإنسان.